# Thémiscyre
Thémiscyre (en grec ancien Θεμίσκυρα / Themískura), était une ancienne ville grecque du nord-est de l'Anatolie ; elle était située dans le pays pontique, sur la côte sud de la mer Noire (Pont Euxin antique), près de l'embouchure du Thermodon.  

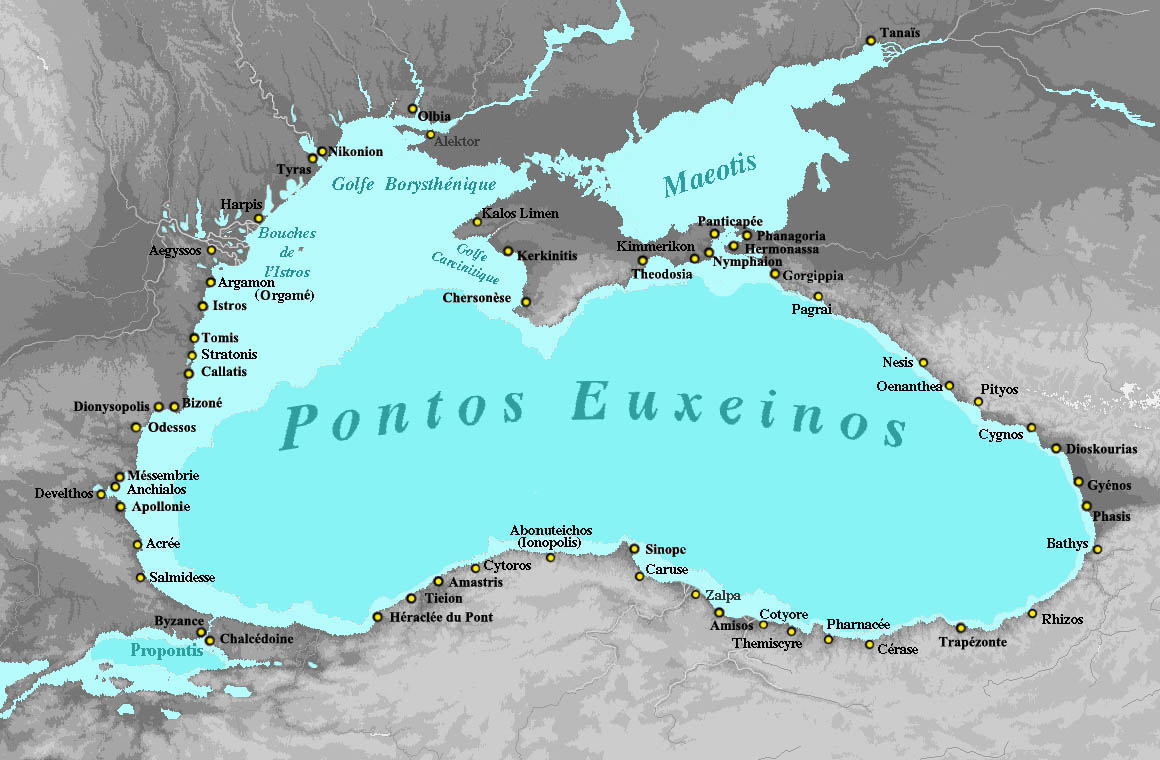
Carte du Pont Euxin montrant les cités grecques, dont Thémiscyre.

Le site de l'antique Thémiscyre est situé près de Terme, province de Samsun, en Cappadoce, dans la région nord de la Turquie. Ayant été utilisé au fil des siècles comme carrière de pierre, il n'en subsiste aucune ruine. 
Selon la mythologie grecque, Thémiscyre abritait le palais royal des Amazones sur les bords du fleuve Thermodon .

## Histoire antique et mythologie
Selon Strabon, un grand nombre de rivières ont fait de la plaine de Thémyscire un endroit fertile, avec un grand nombre de bovins et de chevaux, des champs de céréales, des arbres fruitiers, du gibier et une eau abondante . 
Pausanias cite Thémiscyre dans son livre Description de la Grèce (en grec classique : Periegesis Hellados),.
Héraclès a assiégé Thémiscyre, mais ses habitants se sont battus contre lui lors du neuvième de ses travaux (Travaux d'Héraclés), qui visait à voler la ceinture dorée d'Hippolyte, et il ne put envahir la ville. Dans une version racontée par Philochore, Antiope, sœur d'Hippolyte, est enlevée par Héraclès et livrée dans le cadre du butin à Thésée, roi d'Athènes.
Selon Agias de Trézène, Antiope tombe amoureuse de Thésée et trahit les Amazones, aidant Thésée, allié d'Héraclès, à prendre Thémiscyre.
Les Amazones attaquent Athènes pour sauver Antiope et récupérer la ceinture d'Hippolyte, mais sont vaincues dans une bataille près du mont d'Arès. Antiope est accidentellement tuée par Molpadia, tuée ensuite par Thésée. Les tombes d'Antiope et de Molpadia se trouvent à Athènes.